# مارینا کیکو
مارینا کیکو (انگلیسی: Maryna Kyiko؛ زادهٔ ۷ ژانویهٔ ۱۹۸۷) ورزشکار المپیک اهل اوکراین است.